# 簡浩名
簡浩名（英語：Abdull Ghafar Khan，1962年7月21日—） 是一位香港巴基斯坦裔商人。
簡浩名早年就讀香港格致英文書院，於2012年曾計劃參與香港立法會選舉，兩度申請加入中國籍被拒，被指無中國血緣親屬而不合資格。
簡浩名家族於1915年來香港，家族中人曾參與二戰時期的香港保衛戰，而簡浩名本人亦在香港長大，因此有輿論認為他被剝斷政治權利並不公平。相反，荷蘭籍的司馬文則可以在放棄荷蘭籍之後申請到特區護照。
2016年香港選舉委員會界別分組選舉，他代表社福同行取得3,517票成功當選社會福利界選舉委員。
2019年香港區議會選舉，他在油尖旺區議會尖沙咀西僅取得35票而落敗。